# ゾフィア・ガルデン
ゾフィア・ガルデン（Zofia Garden、9月12日 - ）は、ドイツの漫画家である。グロッスオストハイム在住。

## 人物
子供の頃から絵を描くことが好きで、ミッキーマウスや忍者タートルズなどの絵を描いていた。
その後、ドイツで『美少女戦士セーラームーン』が放送された際、日本の漫画スタイルに感銘を受け、漫画家を志す。それ以前から『ベルサイユのばら』や『ロビンフッドの大冒険』を観て、日本の作品には接していた。
2000年から、自作のイラストを出版社に持ち込み始め、2006年に『LaLa』のドイツ語版である『DAISUKI』誌上にて「Ice on Fire」という作品で商業デビュー。2007年には『Im Namen des Sohnes』という単行本の出版に漕ぎ着けた。2008年からは、やおい中編漫画『Killing Iago』の連載を開始。2011年に完結させ、ドイツ国内で評価を得ている。

## 作風
ガルデン曰く、最も手本にしているのはセーラームーンシリーズであるが、他に好きな漫画家として、種村有菜、樋野まつり、新條まゆ、岸本斉史および和月伸宏の名前を挙げている。好きな漫画作品は、『神風怪盗ジャンヌ』、『るろうに剣心 -明治剣客浪漫譚-』、『ヴァンパイア騎士』、『NARUTO -ナルト-』、『DEATH NOTE』など。一方、自身の代表作である『Killing Iago』では、やおい漫画に典型的な画風が採用されている。また、アクションに登場するようなかっこいい男性を描きたいとも公言している。